# Cselgáncs a 2017. évi nyári európai ifjúsági olimpiai fesztiválon
A 2017. évi nyári európai ifjúsági olimpiai fesztivál cselgáncs versenyszámait Győrben, július 25. és 29. között bonyolították le. A versenyek helyszíne az Olimpiai Sportpark cselgáncscsarnoka volt.

## Összesített éremtáblázat
| A 2017. évi nyári európai ifjúsági olimpiai fesztivál összesített éremtáblázata cselgáncsban | A 2017. évi nyári európai ifjúsági olimpiai fesztivál összesített éremtáblázata cselgáncsban | A 2017. évi nyári európai ifjúsági olimpiai fesztivál összesített éremtáblázata cselgáncsban | A 2017. évi nyári európai ifjúsági olimpiai fesztivál összesített éremtáblázata cselgáncsban | A 2017. évi nyári európai ifjúsági olimpiai fesztivál összesített éremtáblázata cselgáncsban | Olimpia  |
| -------------------------------------------------------------------------------------------- | -------------------------------------------------------------------------------------------- | -------------------------------------------------------------------------------------------- | -------------------------------------------------------------------------------------------- | -------------------------------------------------------------------------------------------- | -------- |
|                                                                                              | Ország                                                                                       | Arany                                                                                        | Ezüst                                                                                        | Bronz                                                                                        | Összesen |
| 1.                                                                                           | Grúzia                                                                                       | 4                                                                                            | 1                                                                                            | 3                                                                                            | 8        |
| 2.                                                                                           | Magyarország                                                                                 | 3                                                                                            | 2                                                                                            | 5                                                                                            | 10       |
| 3.                                                                                           | Oroszország                                                                                  | 2                                                                                            | 2                                                                                            | 4                                                                                            | 8        |
| 4.                                                                                           | Törökország                                                                                  | 2                                                                                            | 1                                                                                            | 5                                                                                            | 8        |
| 5.                                                                                           | Szerbia                                                                                      | 1                                                                                            | 2                                                                                            | 2                                                                                            | 5        |
| 6.                                                                                           | Fehéroroszország                                                                             | 1                                                                                            | 0                                                                                            | 2                                                                                            | 3        |
| 7.                                                                                           | Egyesült Királyság                                                                           | 1                                                                                            | 0                                                                                            | 1                                                                                            | 2        |
|                                                                                              | Szlovénia                                                                                    | 1                                                                                            | 0                                                                                            | 1                                                                                            | 2        |
| 9.                                                                                           | Belgium                                                                                      | 1                                                                                            | 0                                                                                            | 0                                                                                            | 1        |
|                                                                                              | Izrael                                                                                       | 1                                                                                            | 0                                                                                            | 0                                                                                            | 1        |
|                                                                                              | Olaszország                                                                                  | 1                                                                                            | 0                                                                                            | 0                                                                                            | 1        |
| 12.                                                                                          | Hollandia                                                                                    | 0                                                                                            | 2                                                                                            | 1                                                                                            | 3        |
| 13.                                                                                          | Azerbajdzsán                                                                                 | 0                                                                                            | 1                                                                                            | 1                                                                                            | 2        |
|                                                                                              | Lengyelország                                                                                | 0                                                                                            | 1                                                                                            | 1                                                                                            | 2        |
|                                                                                              | Moldova                                                                                      | 0                                                                                            | 1                                                                                            | 1                                                                                            | 2        |
|                                                                                              | Románia                                                                                      | 0                                                                                            | 1                                                                                            | 1                                                                                            | 2        |
|                                                                                              | Szlovákia                                                                                    | 0                                                                                            | 1                                                                                            | 1                                                                                            | 2        |
|                                                                                              | Ukrajna                                                                                      | 0                                                                                            | 1                                                                                            | 1                                                                                            | 2        |
| 19.                                                                                          | Ausztria                                                                                     | 0                                                                                            | 1                                                                                            | 0                                                                                            | 1        |
|                                                                                              | Litvánia                                                                                     | 0                                                                                            | 1                                                                                            | 0                                                                                            | 1        |
| 21.                                                                                          | Andorra                                                                                      | 0                                                                                            | 0                                                                                            | 1                                                                                            | 1        |
|                                                                                              | Bosznia-Hercegovina                                                                          | 0                                                                                            | 0                                                                                            | 1                                                                                            | 1        |
|                                                                                              | Csehország                                                                                   | 0                                                                                            | 0                                                                                            | 1                                                                                            | 1        |
|                                                                                              | Franciaország                                                                                | 0                                                                                            | 0                                                                                            | 1                                                                                            | 1        |
|                                                                                              | Lettország                                                                                   | 0                                                                                            | 0                                                                                            | 1                                                                                            | 1        |
|                                                                                              | Portugália                                                                                   | 0                                                                                            | 0                                                                                            | 1                                                                                            | 1        |
|                                                                                              |                                                                                              |                                                                                              |                                                                                              |                                                                                              |          |
| Összesen                                                                                     | Összesen                                                                                     | 18                                                                                           | 18                                                                                           | 36                                                                                           | 72       |

## Eseménynaptár
| S | Selejtező, nyolcaddöntő és negyeddöntő | D | Vigaszág, elődöntő, bronz mérkőzés és döntő |

| Férfi  |  |  |   |   |   |   |   |   |   |   |   |   |
| 50 kg  |  |  | S | D |   |   |   |   |   |   |   |   |
| 55 gk  |  |  | S | D |   |   |   |   |   |   |   |   |
| 60 kg  |  |  |   |   | S | D |   |   |   |   |   |   |
| 66 kg  |  |  |   |   | S | D |   |   |   |   |   |   |
| 73 kg  |  |  |   |   |   |   | S | D |   |   |   |   |
| 81 kg  |  |  |   |   |   |   | S | D |   |   |   |   |
| 90 kg  |  |  |   |   |   |   |   |   | S | D |   |   |
| +90 kg |  |  |   |   |   |   |   |   | S | D |   |   |
| Csapat |  |  |   |   |   |   |   |   |   |   | S | D |
| Női    |  |  |   |   |   |   |   |   |   |   |   |   |
| 40 kg  |  |  | S | D |   |   |   |   |   |   |   |   |
| 44 kg  |  |  | S | D |   |   |   |   |   |   |   |   |
| 48 kg  |  |  |   |   | S | D |   |   |   |   |   |   |
| 52 kg  |  |  |   |   | S | D |   |   |   |   |   |   |
| 57 kg  |  |  |   |   |   |   | S | D |   |   |   |   |
| 63 kg  |  |  |   |   |   |   | S | D |   |   |   |   |
| 70 kg  |  |  |   |   |   |   |   |   | S | D |   |   |
| 100 kg |  |  |   |   |   |   |   |   | S | D |   |   |
| Csapat |  |  |   |   |   |   |   |   |   |   | S | D |

## Érmesek

### Férfi
| A 2017. évi nyári európai ifjúsági olimpiai fesztivál férfi érmesei cselgáncsban | |                                                                                    | |
| Versenyszám                                                                      | Arany                                                                                              | Ezüst                                                                              | Bronz |
| 50 kg                                                                            | Magyarország Feczkó Csanád                                                                         | Hollandia Daan Moes                                                                | Törökország Ejder Tokay                                                                                  |
| 50 kg                                                                            | Magyarország Feczkó Csanád                                                                         | Hollandia Daan Moes                                                                | Fehéroroszország Uladzislau Dzvonik                                                                      |
| 55 kg                                                                            | Törökország Mihrac Akkus                                                                           | Grúzia Beka Tsifiani                                                               | Ukrajna Oleh Veredyba                                                                                    |
| 55 kg                                                                            | Törökország Mihrac Akkus                                                                           | Grúzia Beka Tsifiani                                                               | Oroszország Arman Gambarian                                                                              |
| 60 kg                                                                            | Magyarország Szeredás Botond                                                                       | Ausztria Samuel Gassner                                                            | Oroszország Khetag Basaev                                                                                |
| 60 kg                                                                            | Magyarország Szeredás Botond                                                                       | Ausztria Samuel Gassner                                                            | Csehország Jan Svoboda                                                                                   |
| 66 kg                                                                            | Grúzia Giorgi Chikhelidze                                                                          | Moldova Petru Pelivan                                                              | Lettország Artjoms Galaktionovs                                                                          |
| 66 kg                                                                            | Grúzia Giorgi Chikhelidze                                                                          | Moldova Petru Pelivan                                                              | Oroszország Karen Galstian                                                                               |
| 73 kg                                                                            | Törökország Muhammet Koc                                                                           | Oroszország Daniil Matveev                                                         | Portugália Manuel Rodrigues                                                                              |
| 73 kg                                                                            | Törökország Muhammet Koc                                                                           | Oroszország Daniil Matveev                                                         | Magyarország Nerpel Gergely                                                                              |
| 81 kg                                                                            | Oroszország Mansur Lorsanov                                                                        | Magyarország Tóth Benedek                                                          | Moldova Eugen Matveiciuc                                                                                 |
| 81 kg                                                                            | Oroszország Mansur Lorsanov                                                                        | Magyarország Tóth Benedek                                                          | Grúzia Vladimir Akhalkatsi                                                                               |
| 90 kg                                                                            | Grúzia Mikheili Bekauri                                                                            | Szlovákia Denis Turac                                                              | Románia Eduard Serban                                                                                    |
| 90 kg                                                                            | Grúzia Mikheili Bekauri                                                                            | Szlovákia Denis Turac                                                              | Azerbajdzsán Adil Karimli                                                                                |
| +90 kg                                                                           | Magyarország Sipőcz Richárd                                                                        | Lengyelország Wojciech Kordyalik                                                   | Törökország Omer Aydin                                                                                   |
| +90 kg                                                                           | Magyarország Sipőcz Richárd                                                                        | Lengyelország Wojciech Kordyalik                                                   | Grúzia Levan Tchelidze                                                                                   |
| Csapat                                                                           | Oroszország · Khetag Basaev · Karen Galstian · Daniil Matveev · Mansur Lorsanov · Mikhail Makhinia | Törökország · Salih Yildiz · Mihrac Akkus · Muhammet Koc · Fatih Kosa · Omer Aydin | Magyarország · Szeredás Botond · Vida András · Nerpel Gergely · Tóth Benedek · Sipőcz Richárd            |
| Csapat                                                                           | Oroszország · Khetag Basaev · Karen Galstian · Daniil Matveev · Mansur Lorsanov · Mikhail Makhinia | Törökország · Salih Yildiz · Mihrac Akkus · Muhammet Koc · Fatih Kosa · Omer Aydin | Grúzia · Guram Dzavashvili · Giorgi Chikhelidze · Levan Psuturi · Vladimir Akhalkatsi · Mikheili Bekauri |

### Női
| A 2017. évi nyári európai ifjúsági olimpiai fesztivál női érmesei cselgáncsban |                                                                                             |                                                                                           |                                                                              |
| Versenyszám                                                                    | Arany                                                                                       | Ezüst                                                                                     | Bronz                                                                        |
| 40 kg                                                                          | Belgium Jente Verstraeten                                                                   | Azerbajdzsán Vusala Karimova                                                              | Szerbia Ana Bjelic                                                           |
| 40 kg                                                                          | Belgium Jente Verstraeten                                                                   | Azerbajdzsán Vusala Karimova                                                              | Oroszország Liliana Salimianova                                              |
| 44 kg                                                                          | Egyesült Királyság Amy Platten                                                              | Magyarország Kardos Tímea                                                                 | Törökország Ozge Andic                                                       |
| 44 kg                                                                          | Egyesült Királyság Amy Platten                                                              | Magyarország Kardos Tímea                                                                 | Fehéroroszország Hlafira Bakhur                                              |
| 48 kg                                                                          | Szerbia Andrea Stojadinov                                                                   | Hollandia Naomi Van Krevel                                                                | Magyarország Varga Brigitta                                                  |
| 48 kg                                                                          | Szerbia Andrea Stojadinov                                                                   | Hollandia Naomi Van Krevel                                                                | Törökország Zeliha Cinci                                                     |
| 52 kg                                                                          | Izrael Gefen Primo                                                                          | Románia Ramona Micula                                                                     | Magyarország Özbas Szofi                                                     |
| 52 kg                                                                          | Izrael Gefen Primo                                                                          | Románia Ramona Micula                                                                     | Franciaország Lou-Ann Masson                                                 |
| 57 kg                                                                          | Szlovénia Kaja Kajzer                                                                       | Szerbia Marica Perisic                                                                    | Lengyelország Natalia Kropska                                                |
| 57 kg                                                                          | Szlovénia Kaja Kajzer                                                                       | Szerbia Marica Perisic                                                                    | Egyesült Királyság Josie Steele                                              |
| 63 kg                                                                          | Grúzia Mariam Tchanturia                                                                    | Szerbia Anja Obradovic                                                                    | Szlovénia Zarja Tavcar                                                       |
| 63 kg                                                                          | Grúzia Mariam Tchanturia                                                                    | Szerbia Anja Obradovic                                                                    | Bosznia-Hercegovina Andjela Samardzic                                        |
| 70 kg                                                                          | Fehéroroszország Viktoryia Novikava                                                         | Ukrajna Nataliia Chystiakova                                                              | Szlovákia Nina Gersiova                                                      |
| 70 kg                                                                          | Fehéroroszország Viktoryia Novikava                                                         | Ukrajna Nataliia Chystiakova                                                              | Andorra Lea Adam Sendra                                                      |
| +70 kg                                                                         | Grúzia Sophio Somkhishvili                                                                  | Litvánia Justina Kmieliauskaite                                                           | Hollandia Marit Kamps                                                        |
| +70 kg                                                                         | Grúzia Sophio Somkhishvili                                                                  | Litvánia Justina Kmieliauskaite                                                           | Magyarország Faragó Petra                                                    |
| Csapat                                                                         | Olaszország · Matilda Avila · Alessia Tedeschi · Irene Pedrotti · Elisa Toniolo · Betty Vuk | Oroszország · Liliana Salimianova · Daria Kashina · Daria Vasileva · Aleksandra Nikolaeva | Törökország · Zeliha Cinci · Kubra Senyayla · Hasret Bozkurt · Merve Topoglu |
| Csapat                                                                         | Olaszország · Matilda Avila · Alessia Tedeschi · Irene Pedrotti · Elisa Toniolo · Betty Vuk | Oroszország · Liliana Salimianova · Daria Kashina · Daria Vasileva · Aleksandra Nikolaeva | Szerbia · Andrea Stojadinov · Marica Perisic · Anja Obradovic                |